# Manuela Perteghella
Manuela Perteghella, née en 1973 ou en 1974, est une personnalité politique britannique libérale-démocrate d'origine italienne. Elle est députée pour Stratford-on-Avon depuis 2024.

## Biographie

### Jeunesse et éducation
Manuela Perteghella naît en 1973 ou en 1974, en Italie. Elle obtient un Bachelor of Arts en anglais et en études théâtrales à l'University of North London, puis un master en traduction littéraire et un doctorat en théâtre et traduction, tous deux à l'université d'East Anglia.

### Carrière
Elle est professeure d'université et gouverneure d'école. De 2006 à 2012, elle est maître de conférences à l'Université métropolitaine de Londres. Elle travaille également comme conservatrice de projets artistiques communautaires, publie des travaux de recherche sur la traduction littéraire et est tutrice principale à l'université de Warwick, artiste et chercheuse au King's College de Londres et conférencière associée à l'Open University,.
Bien qu'elle ait vécu au Royaume-Uni pendant 30 ans, Manuela Perteghella n'est pas autorisée à voter lors du référendum de 2016 sur l'adhésion à l'Union européenne, car elle n'est pas citoyenne britannique à l'époque. Elle cite comme source d'inspiration pour son entrée en politique son « sentiment d'être (littéralement) privée de ses droits [qui] s'est transformé, en s'engageant dans la politique elle-même, en un sentiment d'autonomisation ».
Lors des élections générales de 2024 au Royaume-Uni, Manuela Perteghella remporte la circonscription de Stratford-on-Avon, recueillant 23 450 voix. Elle obtient 7 122 voix de plus que Chris Clarkson. Elle est la première personnalité membre du parlement non conservatrice de la région depuis 1950 et la première femme députée de la circonscription,. Manuela Perteghella est conseillère du district de Stratford-on-Avon, où elle représente la circonscription de Welford-on-Avon depuis l'élection partielle de 2020.
Selon son registre des intérêts des députés, elle s'est retirée de son poste de directrice de l'Environmental Policy Consulting après son élection et a travaillé en tant que maître de conférences à l'Open University.

### Vie personnelle
Manuela Perteghella est mariée à Bruce Horton, économiste de l'environnement, et ils ont trois enfants ensemble. Elle vit avec sa famille à Welford.